# Kōsuke Suzuki
Kōsuke Suzuki (鈴木浩介?, Suzuki Kōsuke; Kanagawa, 9 novembre 1961) è un regista e produttore cinematografico giapponese.

## Carriera
Debuttò nel 1997, dirigendo l'horror Happy People. L'anno successivo girò il film d'azione Blood, mentre nel 2001 diresse l'horror Eko Eko Azarak: Awakening, quarto film della serie Eko Eko Azarak, e Stop the Bitch Campaign, ero guro tratto da un manga di Tetsuya Koshiba e Hideo Yamamoto, primo film di una trilogia.
Nel 2004 diresse due episodi del film collettivo Tales of Terror e Stop the Bitch Campaign: Hell Version. Nel 2005 girò la commedia Oppai Alien e Maicchingu Machiko! Begins, commedia erotica tratta dal manga Maicching Machiko Sensei. L'anno successivo realizzò per il V-Cinema il Pinky Violence Prisoner No. 07: Reina, quindi nel 2009 girò Enjo-kōsai bokumetsu undō, terza parte della trilogia Stop the Bitch Campaign, e Departed to the Future.. 

## Filmografia

### Regista
- Happy People (1997)
- Blood (1998)
- Eko Eko Azarak: Awakening (Eko eko azaraku IV) (2001)
- Stop the Bitch Campaign (Enjo-kōsai bokumetsu undō) (2001)
- Tales of Terror (Kaidan Shin Mimibukuro) (episodi: Zan'en e Omoi!) (2004)
- Stop the Bitch Campaign: Hell Version (Enjo-kōsai bokumetsu undō: jigoku-hen) (2004)
- Oppai Alien (Oppai seijin) (2005)
- Maicching Machiko! Begins (Maicchingu Machiko! Biginzu) (2005)
- Prisoner No. 07: Reina (Joshū: 07-gō Reina) (2006)
- Enjo-kōsai bokumetsu undō (2009)
- Departed to the Future. (2009)